# Fabbrica Rotabili Avantreni Motori
Fabbrica Rotabili Avantreni Motori war ein italienischer Hersteller von Motorfahrzeugen. Das Unternehmen stellte zwischen 1906 und 1913 überwiegend elektrisch angetriebene Kraftfahrzeuge unter den Markennamen FRAM und evtl. Cantono her.

## Unternehmensgeschichte
Hauptmann Eugenio Cantono erhielt gegen Ende des 19. Jahrhunderts ein Patent auf einen Dynamo.
Eugenio Cantono, Hauptmann in der italienischen Armee, erhielt gegen Ende des 19. Jahrhunderts ein Patent auf einen Dynamo. Gestützt darauf, gründete er 1900 in Rom sein erstes Unternehmen, die Eugenio Cantono S.A., später reorganisiert als Cantono Avantreni S.A. Es produzierte Personenwagen und Nutzfahrzeuge als Avant-Trains nach eigenem System. Nach einer Insolvenz um 1904 kam es zu weiteren Reorganisationen als SA Ligure-Romana Vetture und schließlich Fabbrica Rotabili Avantreni Motori S.A. Das Unternehmen produzierte ab 1906 in Genua. Anfangs lautete der Markenname evtl. noch Cantono, später FRAM. Nach 1914 ist keine Fahrzeugherstellung mehr nachgewiesen.

## Fahrzeuge

### Elektro-Personenwagen
Das Unternehmen stellte zunächst Fahrzeuge mit Elektromotor her. Es gab die Modelle A als Avant-Train, der vor unmotorisierte Fahrzeuge gespannt wurde, und Tourisme als komplette Fahrzeuge. Die Akkumulatoren waren oberhalb der Achse montiert und später mit einer Haube abgedeckt, die der Motorhaube von Benzinautos ähnelte.

### Benzin-Personenwagen
1906 wurde das erste Fahrzeug mit Zweizylinder-Ottomotor vorgestellt. 1911 endete die Produktion von Personenwagen.

### Elektro-Nutzfahrzeuge
Bereits der erste Avant-Train wurde überwiegend als Nutzfahrzeug verwendet. Als Nutzfahrzeug konzipierte Fahrzeuge entstanden zwischen 1906 und 1913. Das Modell B war ein Avant-Train.

### Technik derAvant-Trains
Der Avant-Train ist eine Fahrzeugkomponente, die anstelle von Vorderachse und Deichsel von pferdegezogenen Fahrzeugen montiert wird und diese so zu Motorfahrzeugen macht. Es gab sie mit Verbrennungs-, Dampf- oder Elektromotoren. Das Cantono-System beruht auf letzterem. Es besteht aus der Achse selber, der Drehschemellenkung mit Lenksäule und Lenkrad, dem auf der Achse angebrachten Batteriesatz und den mit je einem Gleichstrommotor angetriebenen Vorderrädern. Die Elektromotoren treiben über Zahnräder je eines der Vorderräder an und wirken auch als Vorderradbremsen. In der ersten Version hatte das Fahrzeug einen Batteriesatz mit 44 Zellen. Je ein Gleichstrommotor trieb über Zahnräder eines der Vorderräder an. Am Fahrzeug steht die Lenksäule senkrecht.

### Trolleybusse
Ab 1905 wurden einige leichte Trolleybusse hergestellt. Die zweiachsigen Fahrzeuge hatten eine von Cantono hergestellte Elektrik und Hinterradantrieb. Mit diesen Fahrzeugen wurde eine Oberleitungs-Buslinie zwischen Pescara und Castellamare betrieben. Zum Warentransport wurden von diesem Trolleybus auch Oberleitungslastkraftwagen mit 3 Tonnen Nutzlast. Sie wurden auf der gleichen Strecke eingesetzt.

## Verbindung nach Deutschland
1908 erwarb die Deutsche Elektromobilgesellschaft „Fram“ mbH in Düsseldorf eine Lizenz, eine tatsächliche Produktion ist jedoch nicht nachgewiesen. Ende 1909 existierte unter gleicher Adresse und mit gleicher Telefonnummer auch eine „Salus“ Straßenkehrmaschinen-Gesellschaft mbH.
Die Fram Auto AG in Berlin bot ab 1911 die Fahrzeuge mit Verbrennungsmotor in Deutschland an.

## Verbindung nach Frankreich
1902 wurde eine Niederlassung in Frankreich eingerichtet. Sie organisierte eine eigene Produktion in Paris, wobei De Dion-Bouton wahrscheinlich für die tatsächliche Produktion verantwortlich war. Der Markenname war F.R.A.M. Von 1912 bis 1914 gab es eine breite Palette an Nutzfahrzeugen. Nachweisbar ist ein Fünftonnen-LKW mit zwei Zwillingsrädern vorn und zwei 7 PS-Elektromotoren, die auf diese einwirkten. Ein kleinerer Dreitonner wurde von den Pariser Kommunalwerken zur Stadtreinigung eingesetzt.

## Lizenzvergabe in die USA
Von 1904 bis 1907 fertigte die Cantono Electric Tractor Company aus Marion in New Jersey Automobile von Cantono in Lizenz. Es scheint, dass das US-Unternehmen diese Bremsen bei seinen Komplettfahrzeugen generell eingesetzt hat.
Die Cantono-Marken gehören damit zu den frühesten Anbietern von Vierradbremsen, die sich erst in den 1920er Jahren allgemein durchsetzten.